# Grigneuseville
Grigneuseville é uma comuna francesa na região administrativa da Normandia, no departamento de Sena Marítimo. Estende-se por uma área de 7,51 km². Em 2010 a comuna tinha 380 habitantes (densidade: 50,6 hab./km²).